# Punta Baldassarre
La Punta Baldassarre (3.155 m s.l.m.) è una montagna delle Alpi del Moncenisio nelle Alpi Cozie, posta lungo la frontiera tra l'Italia (Provincia di Torino) e la Francia (Alte Alpi).

## Caratteristiche

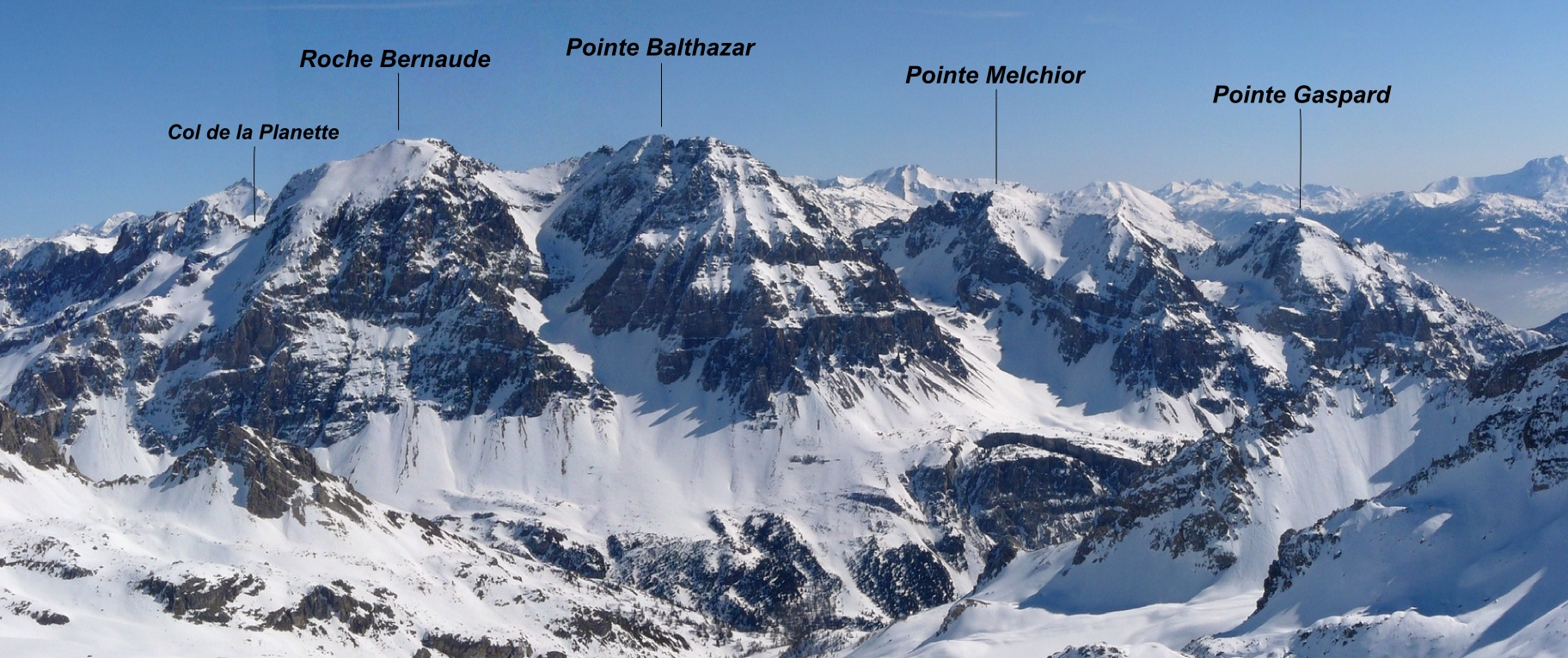
Il Gruppo dei Re Magi con indicazione delle vette.

La montagna è la vetta più alta del Gruppo dei Re Magi, gruppo montuoso che separa la Valle Stretta dalla Valle della Rho (valle situata sopra Bardonecchia). Le altre due montagne del gruppo sono: Punta Melchiorre e Punta Gasparre.

## Salita alla vetta
Si può salire sulla vetta partendo dai rifugi collocati alle Grange di Valle Stretta: Rifugio I Re Magi e Rifugio Terzo Alpini.

### Cartografia
- Cartografia ufficiale italiana in scala 1:25.000 e 1:100.000, Istituto Geografico Militare. URL consultato il 24 febbraio 2018.
- Cartografia ufficiale francese dell'Institut géographique national (IGN), consultabile online